# اریکا بودنار
اریکا بودنار (مجاری: Erika Bodnár؛ زادهٔ ۱۷ مارس ۱۹۴۸) بازیگر اهل مجارستان است.
از فیلم‌ها یا مجموعه‌های تلویزیونی که وی در آن‌ها نقش داشته‌است، می‌توان به «عشق، مادر» و «تمرین شبانه» اشاره نمود.